# Michaëlla Krajicek
 Michaëlla Krajicek, född 9 januari 1989 i Delft, Nederländerna, är en nederländsk högerhänt professionell tennisspelare. Hon är yngre syster till tennisspelaren Richard Krajicek. 

## Tenniskarriären
Michaëlla Krajicek blev professionell spelare på WTA-touren 2003. Hon har till juli 2008 vunnit 3 singel- och 3 dubbeltitlar på touren och dessutom 5 singel- och 2 dubbeltitlar i ITF-arrangerade turneringar. Hennes hittills främsta ranking är i singel nummer 30 (februari 2008) och i dubbel nummer 34 (september 2006). Hennes hittills främsta merit är en kvartsfinalplats i Wimbledonmästerskapen 2007. Hon har spelat in 985 081 US dollar i prispengar. 
Krajicek deltog i det holländska Fed Cup-laget 2004-07. Hon har spelat 14 matcher och vunnit 8 av dem.

## Titlar påWTA-touren
- Singel
  - 2006 - Hobart, 's-Hertogenbosch
  - 2005 - Tashkent
- Dubbel
  - 2008 - 's-Hertogenbosch (med Marina Erakovic
  - 2006 - Palermo, Budapest (båda med Janette Husarova)

### ITF-titlar
- Singel
  - 2005 - Ortisei
  - 2004 - Bryssel, Koksijde, Stockholm, Bergamo
- Dubbel
  - 2005 - Dinan (med Ágnes Szávay)
  - 2004 - Stockholm